# Riesenhutias
Die Riesenhutias oder Riesenbaumratten (Heptaxodontidae) sind eine ausgestorbene Familie der Nagetiere (Rodentia). Sie lebten bis in geschichtliche Zeit – möglicherweise bis zur Ankunft der Spanier – auf den Karibischen Inseln. Der wissenschaftliche Name der Familie stammt von einem Fund, den Harold Elmer Anthony 1917 als Heptaxodon bidens beschrieb. Spätere Untersuchungen stellten fest, dass es sich bei diesem Taxon um ein Jungtier des schon 1916 beschriebenen Elasmodontomys obliquus handelte.
Riesenhutias waren große Nagetiere. Die größte Gattung, Amblyrhiza erreichte ein geschätztes Gewicht von bis zu 200 Kilogramm und war damit deutlich größer als alle heute lebenden Nagetiere. Die Schädel dieser Tiere waren robust gebaut, die Schnauze beherbergte wie bei allen Meerschweinchenverwandten 20 Zähne. Die erhaltenen Knochen lassen auf einen plumpen, schwerfälligen Körperbau schließen.
Überreste der Riesenhutias wurden bislang auf Jamaika, Hispaniola, Puerto Rico, Anguilla und St. Martin gefunden. Aufgrund ihrer Größe vermutet man, dass sie im Gegensatz zu den heute noch lebenden Baumratten oder Hutias ausschließlich auf dem Boden lebten.

## Die Gattungen
Bislang sind von Riesenhutias fünf Arten in vier Gattungen bekannt.

### Amblyrhiza
Der Stumpfzahn-Riesenhutia (Amblyrhiza inundata) ist von Funden auf den Karibikinseln Anguilla und St. Martin bekannt. Bei dieser Art gab es erheblich Größenschwankungen, für die größten Vertreter wird eine Schädellänge von 40 Zentimetern und ein geschätztes Gewicht von 50 bis 200 Kilogramm berichtet. Von der Größe her wird Amblyrhiza oft mit einem Amerikanischen Schwarzbären verglichen. Die jüngsten Funde dieser Art sind rund 2500 Jahre alt. Es ist umstritten, ob die Tiere durch die Indianer ausgerottet wurden oder noch vor der Ankunft der Menschen auf ihren Heimatinseln ausstarben.

### Elasmodontomys
Elasmodontomys obliquus ist von mehreren Fundorten auf Puerto Rico bekannt. Es erreichte die Ausmaße einer Paka, wies aber einen deutlich massiveren Kopf auf. Die Art war früher in den bewaldeten Regionen ihrer Heimatinsel häufig, dürfte aber von den Indianern bis zur Ausrottung gejagt worden sein.

### Quemisia
Der Quemi-Riesenhutia (Quemisia gravis) lebte auf Hispaniola, Überreste dieser Art wurden auf Haiti und der Dominikanischen Republik gefunden. Sie war ungefähr gleich groß wie Elasmodontomys, ihr Gewicht wird auf 20 Kilogramm geschätzt. Es gibt spanische Berichte, wonach ein als „Quemi“ bezeichnetes Tier von den Ureinwohnern Hispaniolas gejagt und verzehrt wurde – das könnte andeuten, dass Quemisia erst in der ersten Hälfte des 16. Jahrhunderts ausstarb. Möglicherweise liegt aber eine Verwechslung mit den Zagutis, einer heute noch auf Hispaniola lebenden Baumrattengattung, vor.

### Clidomys
Die Gattung Clidomys umfasste zwei Arten, Osborn-Riesenhutia (Clidomys osborni) und Clidomys parvus, die beide auf Jamaika lebten. Aufgrund des unterschiedlichen Baus der Backenzähne werden sie in einer eigenen Unterfamilie, Clidomyinae, eingeordnet. Die Kopfrumpflänge von C. osborni wird auf 75 bis 108 Zentimeter geschätzt, C. parvus war um ein Viertel kleiner. Über den genauen Zeitpunkt des Aussterbens von Clidomys herrscht Unklarheit, es gibt keine Funde mehr in Zusammenhang mit der Besiedlung Jamaikas durch die Menschen.